# Lepthyphantes murmanicola
Lepthyphantes murmanicola är en spindelart som beskrevs av Embrik Strand 1913. Lepthyphantes murmanicola ingår i släktet Lepthyphantes och familjen täckvävarspindlar. Inga underarter finns listade i Catalogue of Life.